# I-15bis
I-15bis (ros. И-15 бис) – radziecki samolot myśliwski z okresu przed II wojną światową, będący modyfikacją samolotu I-15.

## Historia
W 1936 przystąpiono do prac związanych z modernizacją samolotu myśliwskiego I-15. Była ona prowadzona w Fabryce nr 84 w Chimkach pod Moskwą. Prace prowadził zespół pod kierunkiem konstruktora samolotu Nikołaja Polikarpowa. Prace postępowały bardzo szybko. Już w styczniu 1937, wstępny projekt, został przekazany do akceptacji. Modernizacja konstrukcji samolotu I-15 obejmowała:
- wzmocnienie konstrukcji,
- zastosowanie silnika o większej mocy. Zamiast silnika Wright „Cyclone”, zaproponowano zastosowanie silnika M-25B,
- głowice silnika osłonięte zostały pierścieniem NACA,
- zastosowano kołpak śmigła,
- zmodyfikowana centralna sekcja górnego płata. Zamiast płata łączącego się z kadłubem, posiadającego kształt litery M (tak zwane „polskie skrzydło”) – zastosowano płat prosty, przechodzący nad kadłubem. Zwiększono jego rozpiętość i powierzchnię nośną,
- zastosowano koło ogonowe, zamiast płozy,
- zastosowano większe koła podwozia głównego,
- polepszono aerodynamikę kadłuba i zastosowano zamkniętą kabinę pilota.

Nie wszystkie usprawnienia udało się wprowadzić w samolotach seryjnych. Kółko ogonowe zaczęło być montowane dopiero od 1939. Wcześniej stosowana była płoza ogonowa. Zamkniętej kabiny pilota nie udało się, pomimo wielu wysiłków, wprowadzić. Piloci doświadczalni, a także piloci wojskowi nie zaakceptowali nowej kabiny. Z tego powodu nowy samolot miał w dalszym ciągu otwartą kabinę pilota, osłoniętą tylko wiatrochronem. Produkcję seryjną samolotu rozpoczęto w Fabryce nr 1 w Moskwie. Pierwszy płatowiec był gotowy w kwietniu 1937. Próby państwowe samolotu I-15bis odbyły się w okresie sierpień-październik 1937. Wykazały one jego całkowity brak zdolności bojowych. Mimo to produkcję kontynuowano. W 1937 wyprodukowano około 100 samolotów. Równocześnie podjęto działania w celu dalszego ulepszenia samolotu. Dążono do obniżenia jego masy. Mimo to jednak ocena pilotów wojskowych była dla niego nieprzychylna. Oceniali oni nowy samolot jako gorszy od I-15. Samolot był bardziej ospały w trakcie wykonywania akrobacji. Kołpak śmigła ulegał szybko uszkodzeniom. Kabina pilota była większa niż w I-15, lecz źle oceniono wiatrochron, który był zbyt wąski, a także zniekształcał widoczność. Zwrócono też uwagę na zwiększone drgania silnika. Po usunięciu większości niedomagań, uznano samolot za nadający się do produkcji seryjnej, a także eksploatacji w jednostkach bojowych. W 1938 rozpoczęła się oficjalna produkcja seryjna. Samoloty wyprodukowane w 1937, zaliczono do produkcji z 1938. W 1939 były wytwarzane równolegle z wchodzącymi właśnie do produkcji samolotami I-153. Produkcja samolotów I-15bis została zakończona w 1939. Jednak w 1940 wyprodukowano jeszcze kilka sztuk ze zgromadzonych zapasów materiałowych. Ogółem produkcja wyniosła 2408 sztuk.